# والاس تريفور هوليداي
والاس تريفور هوليداي (بالإنجليزية: Wallace Trevor Holliday)‏ هو محامي أمريكي، ولد في 1884، وتوفي في 1950.